# Pflichtendorf
Pflichtendorf ist eine Ortslage des Ortsteiles Wintersdorf der Stadt Meuselwitz im Landkreis Altenburger Land in Thüringen.

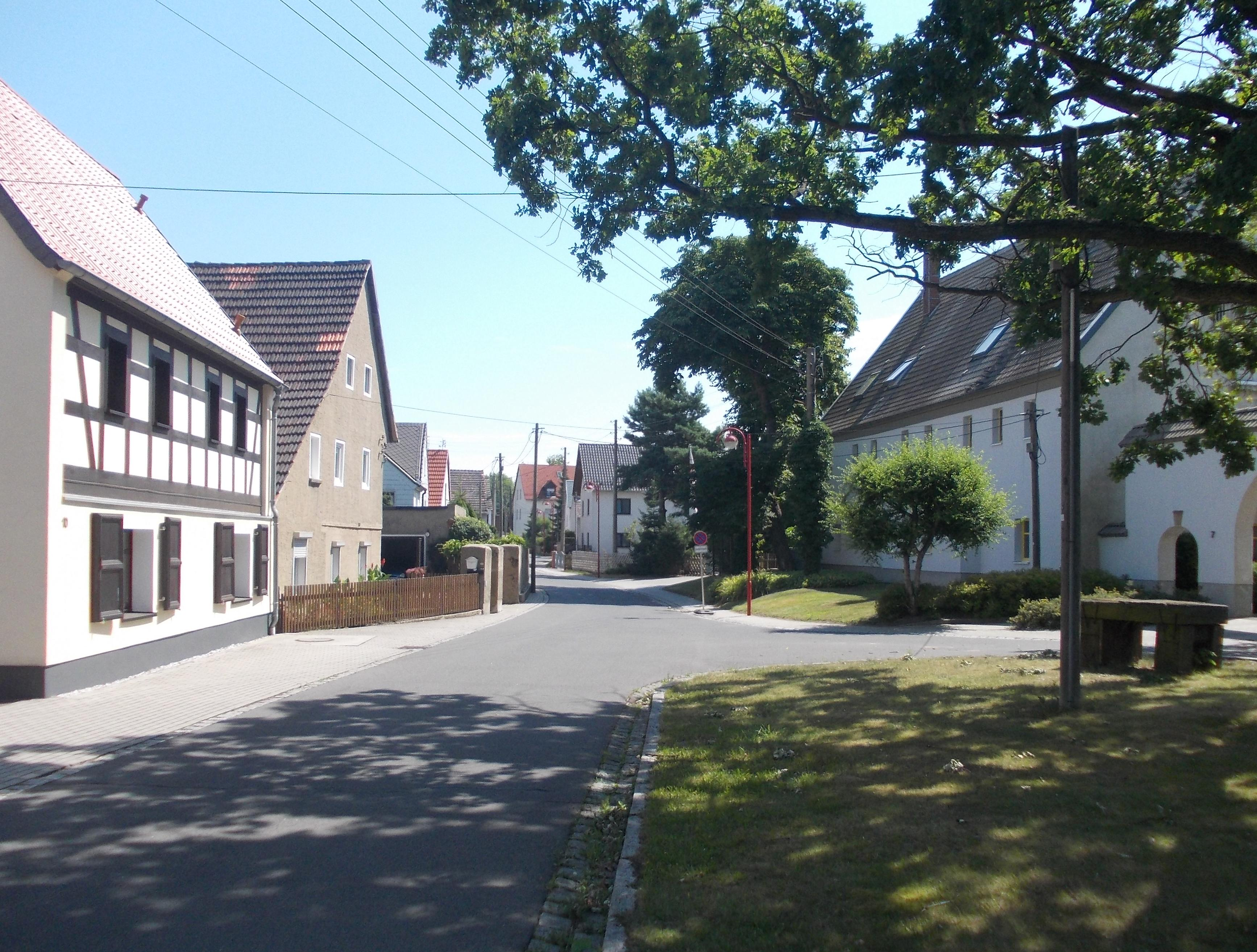
Ortskern

## Lage
Pflichtendorf liegt südöstlich der Stadt Meuselwitz und bildet zusammen mit Heukendorf den südwestlichen Teil der Agglomeration von Wintersdorf. Es befindet sich im fruchtbaren Altenburg-Zeitzer Lösshügelland am Rand der Leipziger Tieflandbucht. Durch das Dorf verläuft die Landesstraße 2174.

## Geschichte
Im Zeitraum 1181–1214 wurde das Straßendorf Pflichtendorf erstmals urkundlich erwähnt. Das Dorf gehörte zum wettinischen Amt Altenburg, welches ab dem 16. Jahrhundert aufgrund mehrerer Teilungen im Lauf seines Bestehens unter der Hoheit folgender Ernestinischer Herzogtümer stand: Herzogtum Sachsen (1554 bis 1572), Herzogtum Sachsen-Weimar (1572 bis 1603), Herzogtum Sachsen-Altenburg (1603 bis 1672), Herzogtum Sachsen-Gotha-Altenburg (1672 bis 1826). Bei der Neuordnung der Ernestinischen Herzogtümer im Jahr 1826 kam der Ort wiederum zum Herzogtum Sachsen-Altenburg. Nach der Verwaltungsreform im Herzogtum gehörte er bezüglich der Verwaltung zum Ostkreis (bis 1900) bzw. zum Landratsamt Altenburg (ab 1900). Gerichtlich war Pflichtendorf seit 1879 dem Amtsgericht Altenburg und seit 1906 dem Amtsgericht Meuselwitz zugeordnet.
Im ausgehenden 19. und beginnenden 20. Jahrhundert wurde Pflichtendorf zu einer Bergarbeitersiedlung. Der Ort gehörte ab 1918 zum Freistaat Sachsen-Altenburg, der 1920 im Land Thüringen aufging. 1922 kam er zum Landkreis Altenburg. 1923 erfolgte gleichzeitig mit den Nachbarorten Heukendorf und Gröba die Eingemeindung nach Wintersdorf. Mit diesem kam Pflichtendorf im Jahr 1952 zum Kreis Altenburg im Bezirk Leipzig. Im Jahr 1990 wurde der Ort dem Landkreis Altenburg im wiedergegründeten Freistaat Thüringen zugeordnet, der 1994 im Landkreis Altenburger Land aufging. Mit der Eingemeindung von Wintersdorf nach Meuselwitz ist Pflichtendorf seit 2007 ein zum Ortsteil Wintersdorf der Stadt Meuselwitz gehöriger Ort.

### Braunkohlenbergbau
Der Ort wurde ab Mitte des 19. Jahrhunderts stark durch den Braunkohlenbergbau im Meuselwitz-Rositzer Braunkohlenrevier geprägt, wodurch er sich zur Bergarbeitersiedlung wandelte. So existierten im Jahr 1880 42 Häuser, davon waren nur zwei Bauernhäuser. Im Tiefbau wurde die Braunkohle in unmittelbarer Ortsnähe in den Gruben „Zum Fortschritt Nr. 1“ (1858–1949), „Mariengrube Nr. 101“ (1872–1957), „Bruderzeche Nr. 111“ (1872–1952) und „Katharinengrube Nr. 105“ (1872–1878) abgebaut. In den 1980er Jahren war die Wiederaufnahme des Braunkohleabbaus geplant, welche aber nicht zur Ausführung kam. Dem vorgesehenen „Tagebau Meuselwitz“ zwischen Meuselwitz und Rositz hätten auch die dicht beieinander liegenden Ortslagen Heukendorf und Pflichtendorf weichen müssen.